# Gauverband mittelrheinischer Fechtklubs
Der Gauverband mittelrheinischer Fechtklubs war ein 1880 gegründeter regionaler Fechtverband. Er war die erste vereinsübergreifende Organisation des deutschen Fechtsports und seine jährlich ausgetragenen Gauverbandsfeste können als Vorläufer der deutschen Meisterschaften angesehen werden. Vor der Gründung des Deutschen Fechter-Bundes organisierte der Gauverband fast alle Reisen auf internationale Turniere im Ausland und die meisten Fechter der Nationalmannschaft waren Mitglieder der in ihm organisierten Fechtclubs.

## Geschichte
Der Fechtsport entwickelte sich in Deutschland in der zweiten Hälfte des 19. Jahrhunderts zu einer eigenständigen, vom studentischen und militärischen Fechten unabhängigen, Disziplin. Es gründeten sich zahlreiche Fechtvereine, der erste im Jahr 1862 in Hannover, weitere folgten in Offenbach (1865), Köln (1873), Frankfurt (1875) und weiteren Städten.  Auf Anregung des Offenbacher Fechtmeisters Karl Adam Trub gründeten die Fechtclubs aus Offenbach, Mainz und Wiesbaden sowie der Fecht-Club Hermannia Frankfurt mit dem Gauverband mittelrheinischer Fechtklubs erstmals einen vereinsübergreifenden Fechtverband. Im Laufe der nächsten Jahre traten dem Verband weitere neugegründete Vereine bei, so zum Beispiel 1884 Mannheim und zwischen 1890 und 1892 drei Vereine aus Darmstadt. 1907 vertrat der Verband 16 Fechtvereine aus insgesamt 13 verschiedenen Städten, obwohl das Gründungsmitglied Offenbach 1898 wieder aus dem Verband austrat.
Seit dem Gründungsjahr 1880 wurden jährliche Gauverbandsfeste ausgetragen, die als Vorläufer der deutschen Meisterschaften angesehen werden konnten. In Deutschland wurde zu diesem Zeitpunkt noch in fester Mensur gefochten, also mit festen Abstand zum Gegner ohne Bewegungen mit den Beinen, wie es beim studentischen Fechten noch heute üblich ist. Erst Ende der 1880er-Jahre begann sich diese Praxis zu ändern. 1896 wurde in Offenbach ein Schaufechten ausgetragen, in dem Säbel, Degen und Florett in loser Mensur, also im Wesentlichen den Regeln des modernen Sportfechtens entsprechend, gefochten wurde. Im Jahr 1888 tagte in Offenbach der erste deutsche Fechterkongress, der sich ebenfalls für das Fechten in loser Mensur aussprach. Auch der 1890 aus Italien zurückgekehrte Jakob Erckrath de Bary machte das dynamischere Fechten nach italienischer Schule in loser Mensur populär. Seit 1899 waren Fechtwettbewerbe in loser Mensur auch Bestandteil der Gauverbandsfeste.
Nachdem sich der 1896 gegründete Deutsche und Österreichische Fechterbund bereits 1901 wieder auflöste, organisierte hauptsächlich der Gauverband mittelrheinischer Fechtklubs die Teilnahme an internationalen Turnieren und stellte den Großteil der Nationalmannschaft. Vor allem um eine bessere internationale Vertretung der deutschen Fechter bei internationalen Turnieren zu gewährleisten, wurde 1911 der Deutsche Fechter-Bund (DFB) gegründet, der Gauverband trat in der Folge als Mitgliedsverband dem DFB bei. Anschließend ging der Gauverband in einer Untergruppe des DFB auf, die Gauverbandsfeste wurden weiterhin ausgetragen, verloren aber mehr und mehr ihre sportliche Bedeutung. Nach 1925 sind keine weiteren Gauverbandsfeste mehr überliefert.